# Variku viadukt
Le viaduc de Variku  (en estonien : Variku viadukt) est un pont du quartier Variku à  Tartu en Estonie.

## Présentation
Le viaduc de Variku est un pont situé sur la rue de la rocade  qui enjambe la ligne de Tartu à Valga.
Le pont est aussi situé au 186ème kilomètre de la route Tallinn–Tartu–Võru–Luhamaa. 
Il a été construit en 1984. 